# كنيسة القديس جورج الأنجليكانية بتونس
كنيسة القديس جورج الأنجليكانية بتونس  (بالإنجليزية: St George’s Anglican Church Tunis)‏ هي كنيسة أنجليكانية تقع في وسط تونس العاصمة في تونس. ويقع هذا المعبد المعروف باسم «الكنيسة الأنجليكانيَّة» في ملتقى نهج أحمد بيرم ونهج باب قرطاجنة خارج سور المدينة، وقد أمر رمضان باي ببنائه حوالي سنة 1696م لدفن جثمان أمه «ماري» البروتستانتية والتي هي من أصل إيطالي، ثم تشكلت حول الكنيسة تدريجيًا مقبرة لدفن أبناء الجالية البروتستانتية في البلاد والقناصلة الإنجليز الذين كانوا يدينون بنفس المذهب.
وفي سنة 1848م، أمر المشير أحمد باي الأول بإعادة بناء هذا المعبد وتوسيعه ليكون على هيئته الحالية، وقد تم نقل القبور إلى أماكن أخرى، وما زالت الطقوس الدينية تقام بهذه الكنيسة إلى يومنا هذا وتسهر على إدارته السفارة البريطانية بتونس. وتم تجديد الكنيسة في 1901، في الحي الشعبي الحارة. السير توماس ريد، القنصل العام البريطاني في تونس الذي بدأ عمله في البلاد سنة 1824 حتى وفاته في 1849 مدفون في مقبرة هذه الكنيسة.

## روابط خارجية
- الموقع الرسمي للكنيسة.